# デシグアル
「デシグアル」(Desigual) は、スペイン発のファッションブランド。カジュアル製品のブランドで、2014年初頭の時点で年商およそ10億ドル（約1040億円）、世界347店舗の路面店、および1万1000店舗の小売店にて販売展開を行っている。
取り扱い製品は、衣服、バッグ、アクセサリ、香水、ホームなど。象徴的な幾何学模様やパッチワークを用いたデザイン、鮮やかな色使いに大胆なプリントコンビネーションなどの個性的なラインナップが人気を博している。

## 来歴
1984年、“Desigual, it's not the same”（他とは違う、デシグアル）をスローガンに据えスペインのバルセロナで創業。創業者はスイス人のトーマス・メイヤー。その後2002年に入社したマネル・アデルが2013年に至るまでCEOを務めた。同年マヌエル・ハドラケが新たなCEOに就任。同年には米国・ニューヨークファッションウィークへの初出展もあった。2014年には「ヴィクトリアズ・シークレット」の広告塔活動などから知られるモデルのアドリアナ・リマをブランド初のイメージキャラクターに起用している。

## 店舗
約50人からなるデザインチームでシーズンごとに1000種類のアイテムを制作、全体の3割から4割をスペインおよびその他の欧州諸国で生産し、欧州をはじめ米国や南アメリカなどの世界各地に店舗を展開してきた。2013年末の時点で本国スペインに94、その他の地域に338の店舗を展開。2014年末の時点で100カ国以上の国々で販売、うち85%がスペインやフランスなどの欧州地域のそれで占められる。
2010年には現地法人「It's not the same Japan」(INTS)を設立のうえで日本へも進出、この時点で既に日本国内15件のセレクトショップや百貨店などとの取引実績を有していたものの、東京・原宿にオフィス兼ショールームを構えての本格進出となった。日本1号店にあたる店舗を福岡に開業、さらに大阪と鳥栖にアウトレット業態の店舗を開業。2012年には旗艦店の「Desigual Store Tokyo」を原宿に開業。翌2013年には神戸、姫路、大阪、横浜、酒々井と日本各地に店舗を拡大させるに至っている。2015年には沖縄「イオンモール沖縄ライカム」に出店。

## イベント
世界各国のデシグアル直営店でセール初日に開催され、毎回大きなニュースになっている「セミネイキッド パーティー」が、原宿にて実施され、大きな反響を得た。